# Otroligt antikt
Otroligt antikt var ett lekprogram i SVT som går ut på att två tävlande gäster får gissa på antika föremål efter att de fått olika svarsalternativ presenterade av programledarna varav endast ett av alternativen är det riktiga. Programledare var bland andra Lena Liljeborg, Johan Nordén och Peder Lamm. Som experter fanns Knut Knutsson och Helena Smedberg. Serien sändes åren 1999–2006. I finalavsnittet tävlade Peter Harryson, Thomas Ravelli och Martina Haag.